# Amaya
Amaya – edytor stron internetowych, a także przeglądarka internetowa, która stanowi wolne oprogramowanie. 
Prace nad Amayą rozpoczęto w 1996 roku w celu stworzenia aplikacji internetowej, która obsługuje możliwie największą liczbę technologii W3C. Jest dostępna na platformy Unix, Windows i OS X.
Początkowo Amaya była jedynie edytorem dokumentów HTML i CSS. Z czasem zaimplementowano w niej obsługę XML i różnych aplikacji XML, takich jak MathML, SVG i rodzina języków XHTML.